# یووالدا (جورجیا)
یووالدا، جورجیا (به انگلیسی: Uvalda, Georgia) یک شهر در ایالات متحده آمریکا با جمعیت ۵۳۰ نفر است که در جورجیا واقع شده‌است.

## موقعیت جغرافیایی
موقعیت جغرافیایی شهرها و مناطق اطراف به شرح زیر است: